# La Villedieu-en-Fontenette
La Villedieu-en-Fontenette ist eine Gemeinde im französischen Département Haute-Saône in der Region Bourgogne-Franche-Comté.

## Geographie
La Villedieu-en-Fontenette liegt auf einer Höhe von 260 m über dem Meeresspiegel, sieben Kilometer östlich von Faverney und etwa 17 Kilometer nördlich der Stadt Vesoul (Luftlinie). Das Dorf erstreckt sich im nördlichen Teil des Departements, an einem leicht nach Norden geneigten Hang, über der Mulde des Ruisseau de la Grande Eau, südlich der breiten Talebene der Lanterne.
Die Fläche des 9,65 km² großen Gemeindegebiets umfasst einen Abschnitt der leicht gewellten Landschaft südlich der Lanterne. Der nördliche Gemeindeteil wird von Osten nach Westen von der Alluvialniederung des Ruisseau de Meurecourt durchquert, der für die Entwässerung zur Lanterne sorgt. Die Talebene liegt durchschnittlich auf 235 m und weist eine Breite von maximal einem Kilometer auf. Nördlich dieses Baches dehnt sich die Waldung des Bois Lajus (bis 263 m) aus.
Nach Süden steigt das Gelände allmählich an zu einem Plateau, das aus Muschelkalk der mittleren Trias aufgebaut ist. Es wird durch mehrere Mulden kleiner Seitentälchen des Ruisseau de Meurecourt untergliedert, darunter diejenigen des Ruisseau de la Grande Eau und des Ruisseau le Riolet. Dieser Abschnitt wird überwiegend landwirtschaftlich genutzt. Weiter nach Süden leitet eine Geländestufe zu den bewaldeten Höhen von Bois de Lauxon (336 m) und Homme Dessus über. An dessen Nordhang wird mit 397 m die höchste Erhebung von La Villedieu-en-Fontenette erreicht. Hier treten neben Muschelkalk auch sandig-mergelige und kalkige Sedimente zutage, die während der Lias (Unterjura) abgelagert wurden. Hier entspringt auch das Flüsschen Bâtard, das zum Durgeon entwässert.
Nachbargemeinden von La Villedieu-en-Fontenette sind Meurcourt im Osten, Neurey-en-Vaux im Süden sowie Équevilley im Westen und Norden.

## Geschichte
Überreste zweier römischer Verkehrswege weisen auf eine sehr frühe Begehung und Besiedlung des Gebietes hin. Ursprünglich hieß der Ort Fontenette (in der Bedeutung von kleine Quelle). Im Mittelalter gehörte das Dorf zur Freigrafschaft Burgund und darin zum Gebiet des Bailliage d’Amont. Die Hospitaliter ließen sich hier nieder und gründeten im Jahr 1186 ein Hospital mit dem Namen Villa dei (Haus Gottes). Lange Zeit war La Villedieu ein Pilgerziel, an dem Saint-Germain d’Auxerre verehrt wurde. Zusammen mit der Franche-Comté gelangte der Ort mit dem Frieden von Nimwegen 1678 definitiv an Frankreich. Zu Beginn des 20. Jahrhunderts wurde La Villedieu-en-Fontenette durch eine Trambahn an das Netz des öffentlichen Verkehrs angebunden. Der Betrieb auf der Linie wurde 1934 eingestellt und durch eine Busverbindung ersetzt. Heute ist La Villedieu-en-Fontenette Mitglied des 17 Ortschaften umfassenden Gemeindeverbandes Communauté de communes du Pays de Saulx.

## Sehenswürdigkeiten

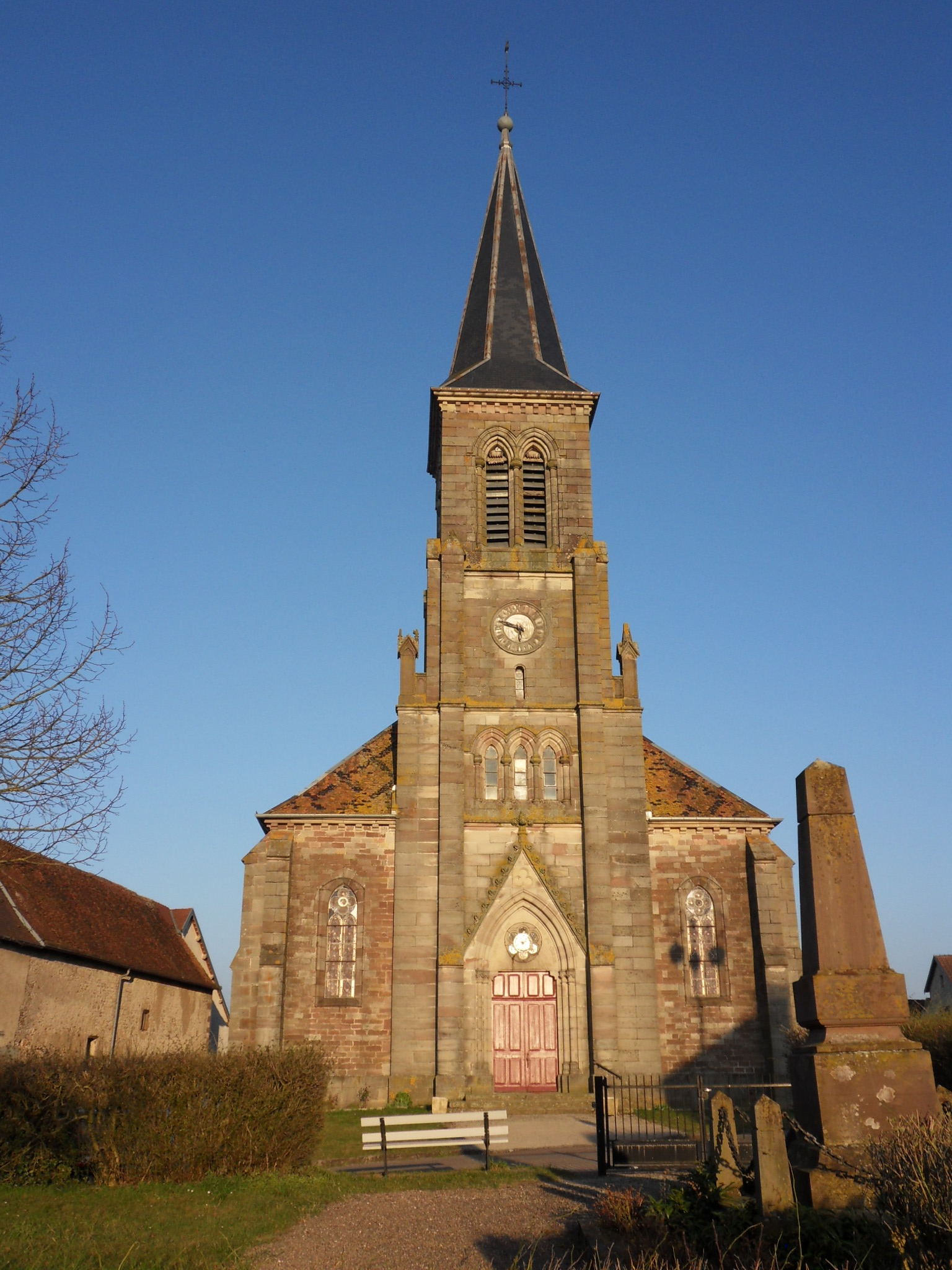
Johanneskirche

Die Dorfkirche von La Villedieu-en-Fontenette wurde 1865 im Stil der Neugotik neu erbaut. Die Gebäude der ehemaligen Johanniterkommende stammen zum großen Teil aus dem 17. Jahrhundert, zeigen aber auch Bausubstanz aus dem 13. und 15. Jahrhundert. Sie beherbergen heute die Mairie (Gemeindeverwaltung) und die Schule. Zu den weiteren Sehenswürdigkeiten zählen ein Lavoir und die Kapelle Barrey (19. Jahrhundert) an der Straße nach Neurey, die Statuetten aus dem 17. und 18. Jahrhundert besitzt.

## Bevölkerung
| Jahr                       | 1962 | 1968 | 1975 | 1982 | 1990 | 1999 | 2006 |
| Einwohner                  | 178  | 185  | 162  | 196  | 177  | 155  | 172  |
| Quellen: Cassini und INSEE |      |      |      |      |      |      |      |

Mit 167 Einwohnern (1. Januar 2022) gehört La Villedieu-en-Fontenette zu den kleinen Gemeinden des Département Haute-Saône. Nachdem die Einwohnerzahl in der ersten Hälfte des 20. Jahrhunderts deutlich abgenommen hatte (1886 wurden noch 462 Personen gezählt), wurden seit Beginn der 1960er Jahre nur noch relativ geringe Schwankungen verzeichnet.

## Wirtschaft und Infrastruktur
La Villedieu-en-Fontenette war bis weit ins 20. Jahrhundert hinein ein vorwiegend durch die Landwirtschaft (Ackerbau, Obstbau und Viehzucht) und die Forstwirtschaft geprägtes Dorf. Heute gibt es einige Betriebe des lokalen Kleingewerbes. In den letzten Jahrzehnten hat sich das Dorf zu einer Wohngemeinde gewandelt. Viele Erwerbstätige sind deshalb Wegpendler, die in den größeren Ortschaften der Umgebung ihrer Arbeit nachgehen.
Die Ortschaft liegt abseits der größeren Durchgangsachsen an einer Departementsstraße, die von Vesoul nach Saint-Loup-sur-Semouse führt. Weitere Straßenverbindungen bestehen mit Faverney und Luxeuil-les-Bains.